# 守屋誠司
守屋 誠司（もりや せいじ、1957年 - ）は、算数教育学者、京都教育大学名誉教授・玉川大学教授。

## 略歴
山梨県韮崎市生まれ。1980年山梨大学教育学部卒、1988年神戸大学大学院教育工学修士課程修了、2000年「幼児の迷路描き能力に関する研究」で東北大学博士（情報工学）。1990年山形大学教育学部専任講師、94年助教授、2001年京都教育大学教授、2009年同名誉教授、玉川大学通信教育部教授。

## 著書
- 『算数であそぼう 4  縮図と拡大図』長嶺太 絵. 岩崎書店, 1994.4
- 『パソコン・スポーツランド (パソコンでゲームをつくろう 4)』岩崎書店, 1995.3
- 『算数であそぼう 20  比例と反比例』長嶺太 絵. 岩崎書店, 1995.4
- 『ようこそマルチメディアへ (きみにもできるウィンドウズ 1) 』岩崎書店, 1997.4
- 『デザイナーになっちゃおう (きみにもできるウィンドウズ 4) 』岩崎書店, 1997.4
- 『数学者になっちゃおう (きみにもできるウィンドウズ 7) 』岩崎書店, 1997.4

### 共編著
- 『ぼくらのパソコン・ライブラリー 7 迷路に挑戦』鈴木正彦共著 岩崎書店, 1990.3
- 『こんにちはウィンドウズ (きみにもできるウィンドウズ 2) 西谷泉共著. 岩崎書店, 1997.4
- 『ネットワーカーになっちゃおう (きみにもできるウィンドウズ 9) 奥山賢一,丹洋一共著. 岩崎書店, 1997.4
- 『プログラマーになっちゃおう (続きみにもできるウィンドウズ 3) 後藤学共著. 岩崎書店, 1998.1
- 『ネットサーファーになっちゃおう (続きみにもできるウィンドウズ 4) 神保秀幸共著. 岩崎書店, 1998.1
- 『ネットフレンドをつくっちゃおう (続きみにもできるウィンドウズ 5) 丹洋一共著. 岩崎書店, 1998.1
- 『算数を中心とする情報教育の展開 (算数+情報教育 横地清共編著. 明治図書出版, 2001.11
- 『低学年算数での情報教育 (算数+情報教育  横地清共編著. 明治図書出版, 2003.2
- 『あそぼう立体図形 こうすれば好きになるあたらしい算数』横地清監修,こどもくらぶ編著,渡邉伸樹共指導. 鈴木出版, 2004.1
- 『たのしもう平面図形 こうすれば好きになるあたらしい算数』横地清監修,こどもくらぶ編著,渡邉伸樹共指導. 鈴木出版, 2004.2
- 『ふしぎをたのしもう数と計算 こうすれば好きになるあたらしい算数』横地清監修,こどもくらぶ編著,渡邉伸樹共指導. 鈴木出版, 2004.3
- 『はかってあそぼう量と測定 こうすれば好きになるあたらしい算数』横地清監修,こどもくらぶ編著, 渡邉伸樹共指導. 鈴木出版, 2004.3
- 『生活のなかの数量・確率・組み合せ こうすれば好きになるあたらしい算数』横地清監修,こどもくらぶ編著,渡邉伸樹 共指導. 鈴木出版, 2004.4
- 『算数・数学科の到達目標と学力保障 別巻(理論編) 横地清, 菊池乙夫共著. 明治図書出版, 2005.4
- 『検定外・学力をつける算数教科書 第1巻(第1学年編) 横地清監修,渡邉伸樹共編著. 明治図書出版, 2005.7
- 『検定外・学力をつける算数教科書 第3巻(第3学年編) 横地清監修, 渡邉伸樹共編著. 明治図書出版, 2005.7
- 『小学校指導法算数 (教科指導法シリーズ) 編著. 玉川大学出版部, 2011.2
- 『小学校算数 (教科力シリーズ) 編著. 玉川大学出版部, 2015.2
- 『教育現場で役立つ情報リテラシー』守屋誠司 ほか著. 実教出版, 2020.3

## 論文
- <守屋誠司